# Клешнин, Михаил Иванович
Михаил Иванович Клешнин (1918—1981) — советский военнослужащий, участник Великой Отечественной войны, полный кавалер ордена Славы, воздушный стрелок самолёта Ил-2 75-й гвардейского штурмового Сталинградского Краснознамённого ордена Суворова авиационного полка 1-й гвардейской штурмовой Сталинградской ордена Ленина дважды Краснознамённой орденов Суворова и Кутузова авиационной дивизии 1-й воздушной армии 3-го Белорусского фронта, гвардии старший сержант.

## Биография
Родился 31 октября 1918 года в деревне Новики ныне Куженерского района Республики Марий Эл. Член КПСС с 1970 года. Окончил 7 классов. Трудился в колхозе.
В 1939 году был призван в Красную армию. Служил в частях аэродромного обеспечения. На фронте в Великую Отечественную войну с ноября 1942 года. Службу проходил в 449-м отдельном батальоне аэродромного обслуживания на вещевом складе. Написал несколько рапортов с просьбой об отправке в действующую часть. Только в январе 1943 года пятый по счёту рапорт был удовлетворён. Михаил был направлен на курсы, готовящие воздушных стрелков для штурмовиков Ил-2.
Весной 1944 года сержант Клешнин прибыл в 75-й гвардейский штурмовой авиационный полк в эскадрилью гвардии капитана Недбайло. Был назначен стрелком в экипаж гвардии лейтенанта Масленцева, с которым и летал до конца войны. Шли бои за окончательное освобождение Крыма. Боевое крещение воздушный стрелок Клешнин получил в боевом вылете над Севастополем. В составе эскадрильи участвовал в штурмовке вражеских кораблей в Северной бухте. В одном из следующих вылетов эскадрилья Недбайло получила приказ атаковать вражеские бомбардировщики. В этом бою Клешнин сбил две вражеские машины. После разгрома немецких войск в Крыму 1-я гвардейская штурмовая авиационная дивизия передислоцировалась под город Смоленск. Гвардейцы наносили удары по вражеской группировке в районе Орши. Они разрушали мосты, железнодорожные станции, громили эшелоны с живой силой и техникой противника. Затем участвовал и в боях по освобождению Литвы. Особо отличился воздушный стрелок Клешнин в ходе разгрома немецкой группировки в Восточной Пруссии.
С 12 по 15 января 1945 года в боевых вылетах в районе северо-восточнее города Гумбиннен гвардии сержант Клешнин из пулемёта подавил огневую точку противника, уничтожил несколько противников. В воздушном бою отразил 2 атаки истребителей неприятеля. Приказом от 9 февраля 1945 года «за образцовое выполнение заданий командования и проявленные мужество и отвагу» гвардии сержант Клешнин Михаил Иванович награждён орденом Славы 3-й степени.
18 марта 1945 года в воздушном бою в районе населённого пункта Хайлигенбайль гвардии старший сержант Клешнин отразил атаку шести истребителей противника. 22 марта 1945 года в боевом вылете в составе группы уничтожил около 10 автомашин, 20 повозок с грузом, большое количество пехоты противника. К этому времени имел на своём счету более 60 боевых вылетов. Приказом от 19 апреля 1945 года «за образцовое выполнение заданий командования и проявленные мужество и отвагу» гвардии сержант Клешнин Михаил Иванович награждён орденом Славы 2-й степени.
При штурме Кёнигсберга экипаж Масленцев-Клешнин проявил исключительное мужество, отвагу и большое мастерство, подавляя железобетонные крепостные форты, уничтожая полевые сооружения и заграждения. С 15 по 25 апреля 1945 года в ходе Земландской наступательной операции, поддерживая действия подразделений 39-й армии, экипаж совершил более 20 боевых вылетов. Только 15 апреля за четыре успешных боевых вылета Клешнин огнём из пулемёта уничтожил автомашину с боеприпасами и подавил точку зенитной артиллерии противника. 4 мая 1945 в бою на косе Фрише-Нерунг близ населённого пункта Фогельзанг при выполнении боевого задания Клешнин точно засёк расположение зенитной батареи, мешавшей самолётам штурмовать вражескую пехоту. При повторном заходе экипаж уничтожил её, чем создал благоприятные условия для дальнейшего проведения атаки. К концу войны гвардии старший сержант Клешнин совершил 93 боевых вылета на разведку и штурмовку опорных пунктов противника и авиационную поддержку наших войск и был представлен к награждению орденом Славы 1-й степени. После Победы продолжил службу в полку.
Указом Президиума Верховного Совета СССР от 15 мая 1946 года «за исключительное мужество, отвагу и бесстрашие, проявленные на заключительном этапе Великой Отечественной войны в боях с гитлеровскими захватчиками» гвардии старший сержант Клешнин Михаил Иванович награждён орденом Славы 1-й степени.
В связи с демобилизацией в 1946 году и переменой места жительства Клешнин не узнал о награде и своевременно её не получил. Жил в город Докучаевск Волновахского района Донецкой области. Работал на местном флюсо-доломитном комбинате агентом по доставке товаров, начальником отдела рабочего снабжения, заместителем начальника торгового отдела. Только в феврале 1970 года последний орден был вручен герою в торжественной обстановке.
Скончался 7 ноября 1981 года.
Награждён орденами Красной Звезды (19.07.1944), Славы 3-х степеней (09.02.1945; 19.04.1945; 15.05.1946), боевыми медалями, в том числе медалями «За оборону Сталинграда» (22.12.1942) и «За взятие Кёнигсберга» (09.05.1945).